# کورزولو-اوراسو
کورزولو-اوراسو (به ایتالیایی: Cursolo-Orasso) یک کومونه در ایتالیا است که در استان وربانو-کوزیو-اوسولا واقع شده‌است.

## خصوصیات
کورزولو-اوراسو ۲۰٫۹ کیلومترمربع مساحت و ۱۱۵ نفر جمعیت دارد و ۸۸۶ متر بالاتر از سطح دریا واقع شده‌است.